# Trégarvan
Trégarvan [tʁegaʁvɑ̃] est une commune du département du Finistère, dans la région Bretagne, en France.

## Géographie

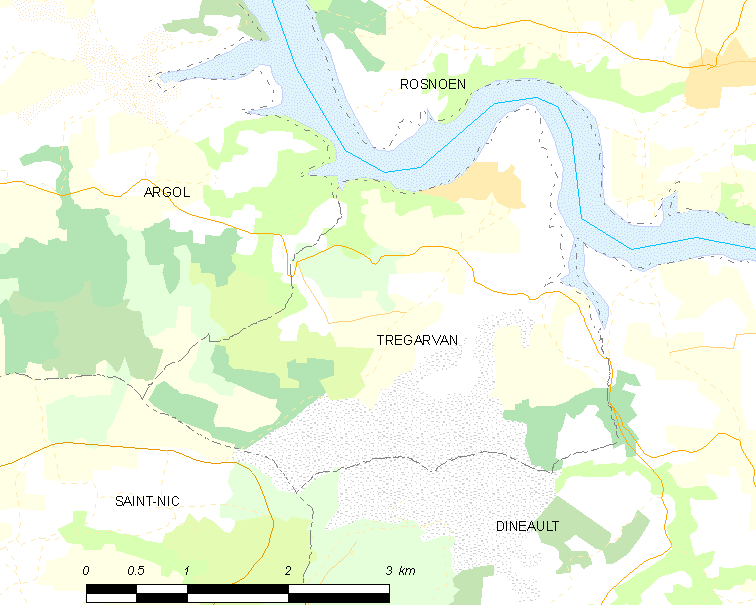
Carte de la commune de Trégarvan.

Trégarvan fait partie du Parc naturel régional d'Armorique.
Avec une population estimée par l'INSEE de 128 habitants au 1er janvier 2016 (116 habitants au 1er janvier 2018) Trégarvan est la commune la moins peuplée du département du Finistère, devant l'Île-Molène dont la population était estimée à la même date à 132 habitants (151 habitants au 1er janvier 2018).
| Argol     | L' Aulne  | Rosnoën L' Aulne |
|           | Trégarvan |                  |
| Saint-Nic |           | Dinéault         |

### Description
Trégarvan est situé, dans un méandre, sur la rive gauche de l'Aulne maritime, au pied du Ménez-Hom, entre Landévennec à 5,3 km au nord-ouest, Châteaulin à 11,6 km à l'est, et Crozon à 19,7 km à l'ouest (distances orthodromiques ou « à vol d'oiseau »).

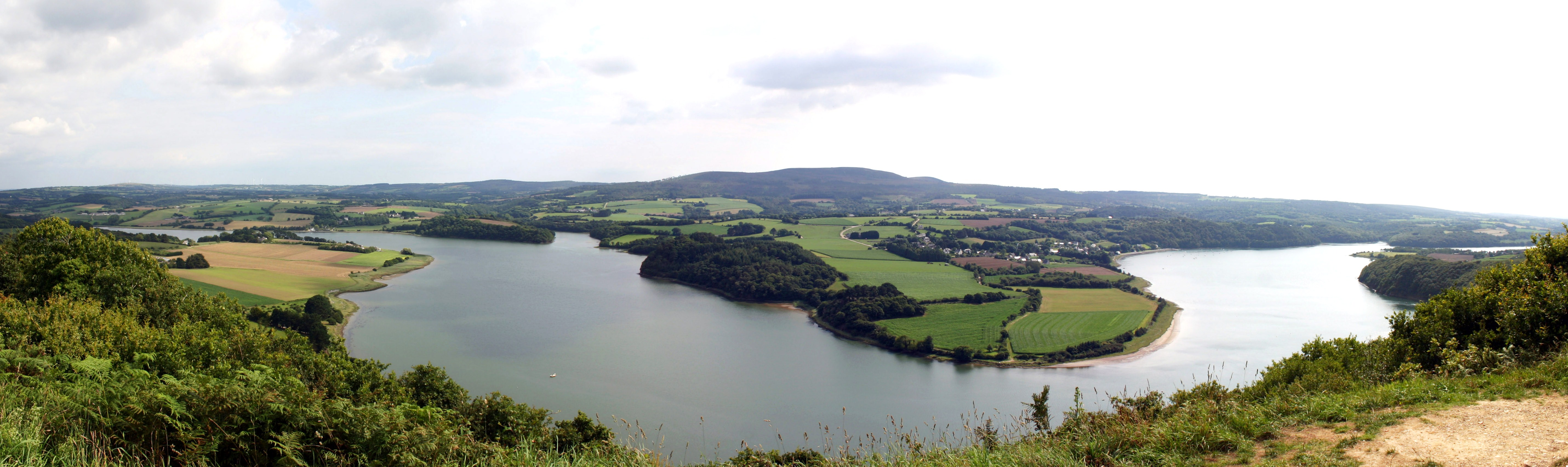
Aulne maritime : le méandre de Trégarvan vu depuis le belvédère de Rosnoën.

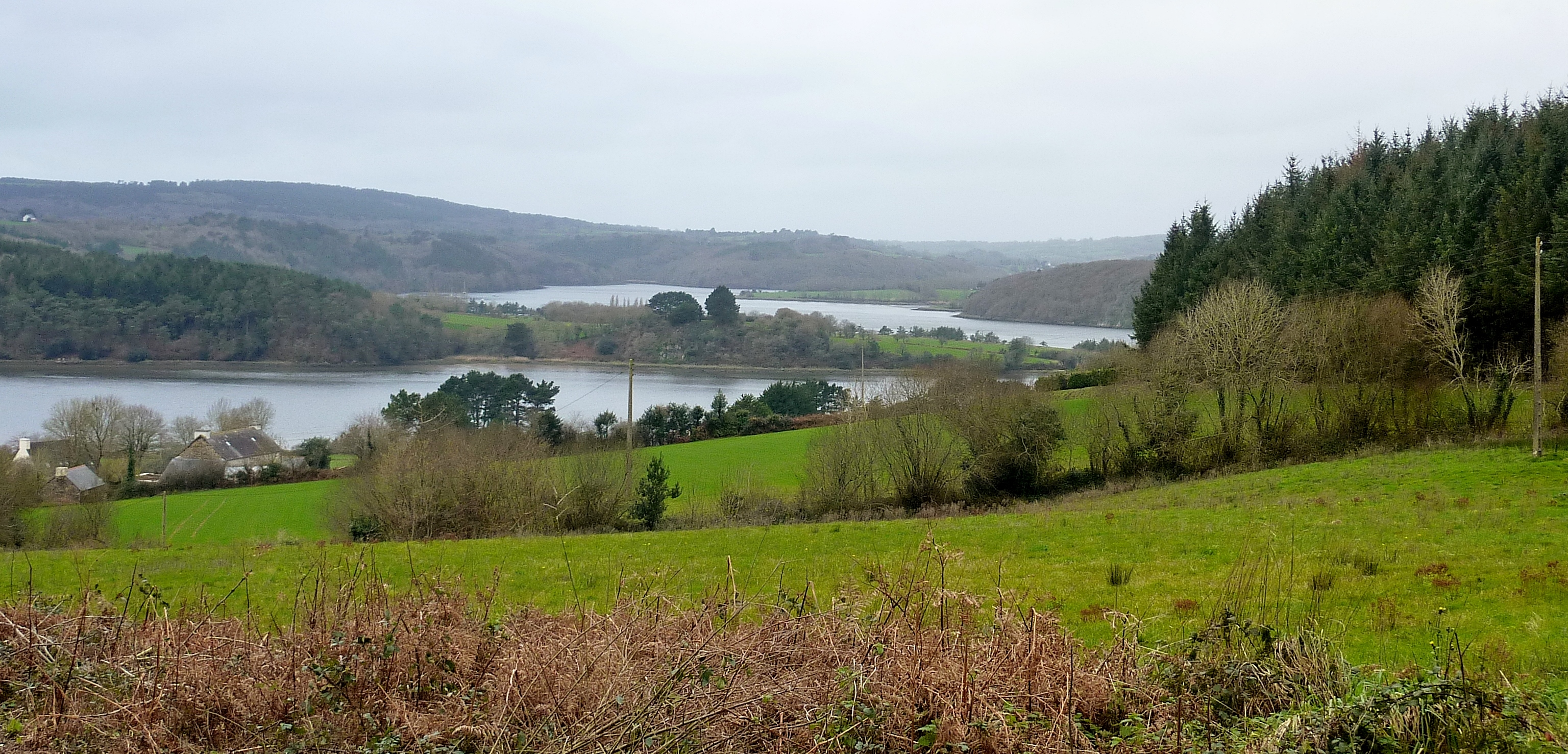
Aulne maritime : le méandre de Trégarvan vu depuis Rosnoën aux environs de Ty Bihan.

De Trégarvan, on distingue vers le nord-ouest le pont de Térénez qui enjambe l'Aulne sur l'axe routier Le Faou-Crozon : le pont précédent datait de 1951 (et remplaçait lui-même celui de 1925, détruit pendant la Seconde Guerre mondiale) et a été démoli pour des raisons de sécurité en raison de sa vétusté. Le superbe pont actuel, inauguré en 2011, est le premier pont courbe à haubans de France.
En face de Trégarvan, sur l'autre rive de l'Aulne, vers l'amont, en direction de Chateaulin, un rocher dénommé « Saut-du-Loup », surplombe l'Aulne d'une trentaine de mètres. Plus loin, sur la colline à droite du rocher, on distingue le village de Rosnoën et son clocher. En arrivant à Trégarvan, dans la descente qui mène au bourg, le point-de-vue sur l'Aulne, vers Châteaulin, et sur la colline de Rosnoën, est superbe, notamment à marée haute.

### De la «montagne» au niveau de la mer

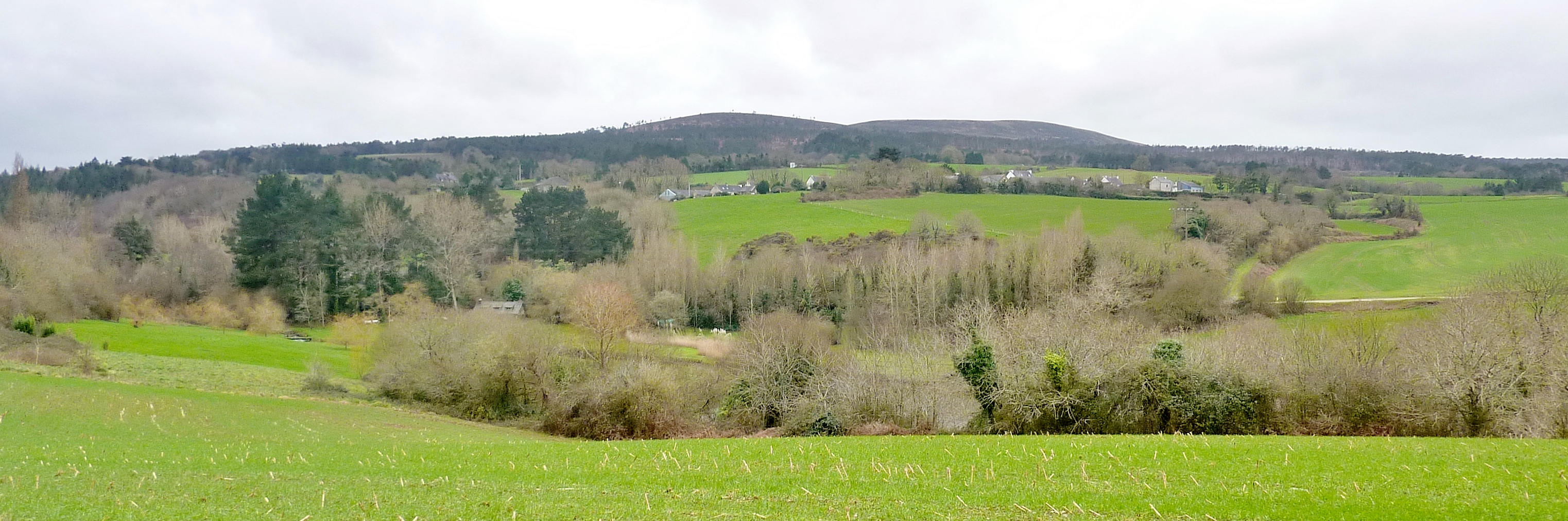
Le Ménez Hom vu depuis Trégarvan.

Le finage de Trégarvan s'étend du versant nord du Ménez Hom (le point le plus haut de la commune est à 223 mètres d'altitude, à la limite sud de la commune avec Dinéault, commune à laquelle appartient le sommet de la montagne) au niveau de la mer, ou plutôt de la rive gauche de la ria de l'Aulne maritime, qui dessine un méandre accentué dans le lobe de rive convexe, le bourg de Trégarvan étant situé juste en aval dans un méandre de rive concave, mais un peu à l'écart de la rive, vers 25 mètres d'altitude ; le territoire de la commune est très pentu et est un versant nord, ce qui accentue une certaine rudesse climatique.
De petits affluents de l'Aulne dévalent les pentes et les accentuent en raison de l'encaissement de la partie aval de leurs vallons : le Ster ar Pont Men à l'ouest forme la limite avec Argol et le ruisseau de Garvan, dont la partie aval forme une anse assez accentuée au niveau de sa confluence avec l'Aulne, à l'est, la limite avec Dinéault.
Le territoire communal est très boisé : la forêt communale de Trégarvan couvre les pentes les plus élevées du flanc nord du Ménez Hom et la rive gauche de l'Aulne maritime, très pentue en aval du bourg, est occupée par le bois du Cosquer jusqu'au Ster de Pont Men, qui forme la limite avec la partie de la forêt domaniale de Landévennec située dans la commune d'Argol. La friche sociale, qui s'est développée depuis plusieurs décennies au détriment de l'agriculture en raison de l'exode rural, occupe de nombreuses parcelles dans le reste de la commune où il subsiste toutefois quelques exploitations agricoles.

### Géologie et hydrologie
Des affleurements de roches volcaniques, correspondant à d'anciens dykes et sills datant de l'ordovicien et traversant les grès de la formation dite de Kermeur, sont visibles à Trégarvan et à proximité : de la diabase schistosée dans le fond de l'anse de Garvan, trois coulées de lave basaltique très altérées au nord de Keryé et, en Dinéault, de la dolérite à l'est de l'anse de Garvan près du hameau de Kerbastard.
« Des couches d'hématite brune et rouge se montrent au milieu des terrains silurien et surtout dévonien, notamment dans les communes de Landévennec, Argol, Trégarvan, Dinéault, Rosnoën ; quelques-unes peuvent être suivies sur plusieurs kilomètres. L'épaisseur, quelquefois très grande, est très variable, comme la qualité du minerai, qui passe graduellement de l'hématite brune fibreuse la plus riche au grès simplement coloré. On trouve les traces d'anciennes exploitations en une foule de points, ainsi que des scories anciennes, mais on n'a pas conservé le souvenir de ces travaux très anciens ».
Une étude sur les variations de la salinité de l'eau dans l'estuaire de l'Aulne maritime à hauteur du coude de Trégarvan a été faite en 1939.

### Hameaux et lieux-dits
L'habitat rural traditionnel était dispersé en hameaux et fermes isolées. Jadis (jusqu'aux années 1980) la plupart de ces lieux-dits correspondaient à des exploitations agricoles indépendantes, vivant essentiellement de la culture céréalière (blé, orge) et de l'élevage de vaches laitières et de porcins. Les plus grandes de ces « fermes » exploitaient 30 à 40 ha.
Depuis, ces exploitations ont disparu, ou cédé leurs terres à de plus gros exploitants. Les bâtiments eux-mêmes ont souvent été convertis en gîtes ruraux, parallèlement à la démocratisation du tourisme en Bretagne.
Parmi ces lieux-dits, citons : Bel-Air, Brigneun, Belle Vue, Kerfréval, Kerfénan, Toul ar Gloët, Kerdudal, Kéranquéré, Rulann, Keravel, la Fonderie, Ty Vigouroux, Kerzuel, Keravel, Kergantic, Keryé, Kerloc'h, Stanquelen, Le Cosquer.
Certaines de ces fermes sont situées dans la lande, au pied du Menez-Hom (Toul ar Gloët, Kerfréval, Kerfénan), d'autres sont plus proches de l'Aulne et du bourg même de Trégarvan (Keryé). Goulenez, qui est plus un lieu-dit qu'une ferme, est situé quelques centaines de mètres avant le bourg de Trégarvan, situé au bord de l'Aulne. Goulenez regroupait jadis un certain nombre de petites exploitations depuis reconverties pour la plupart d'entre elles en gîtes ruraux.

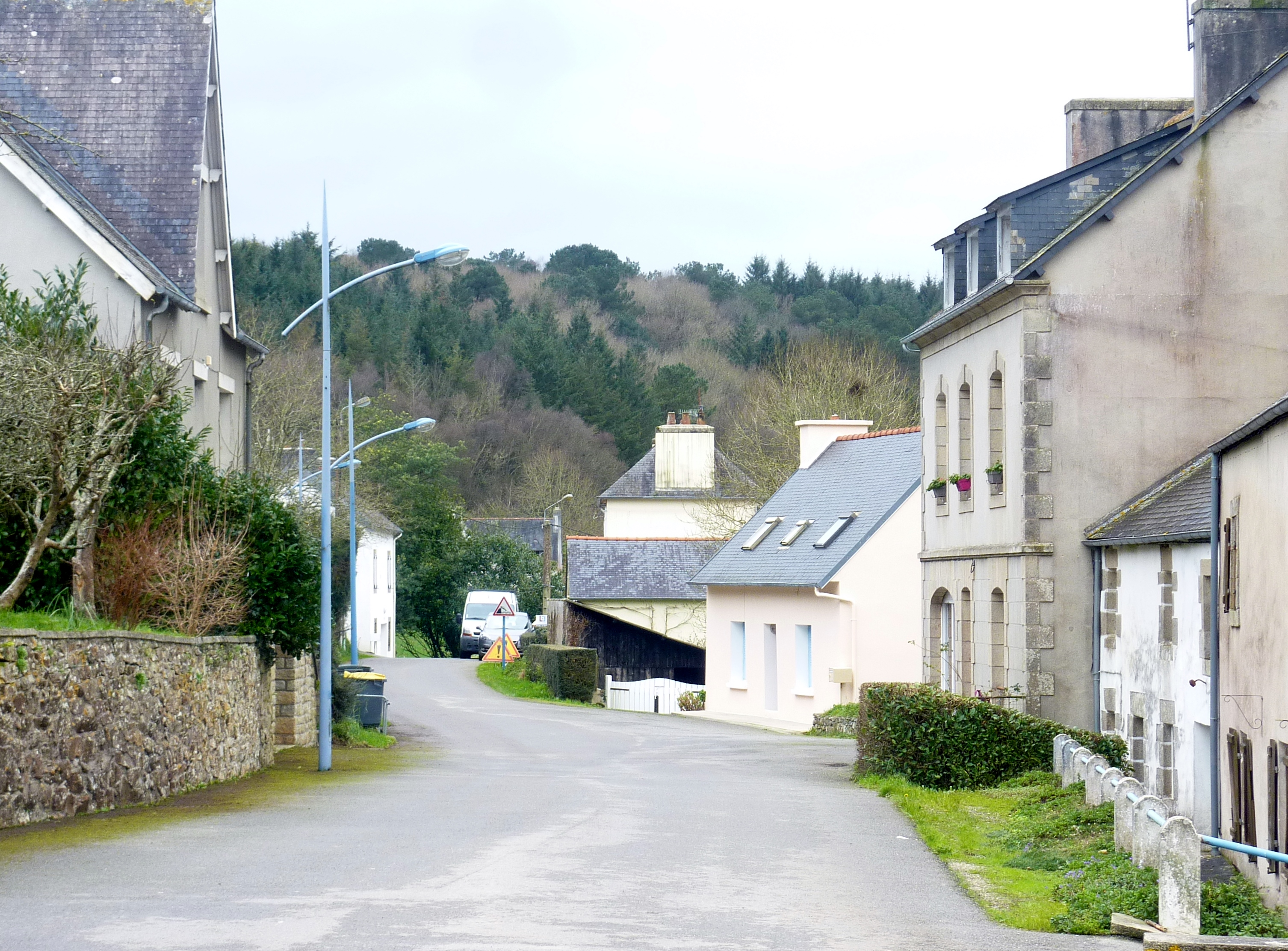
La rue principale du bourg de Trégarvan 1.
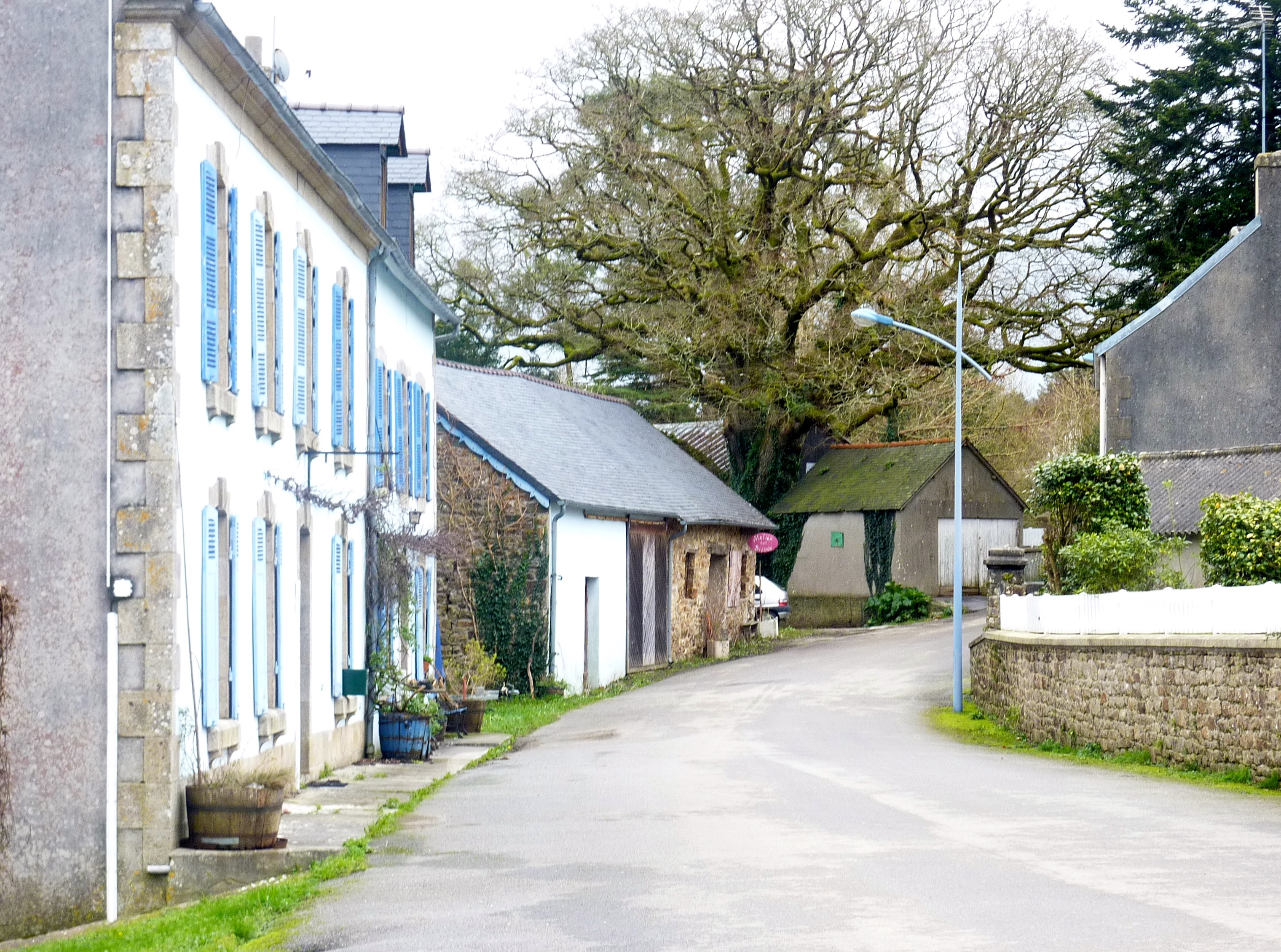
La rue principale du bourg de Trégarvan 2.

### Transports

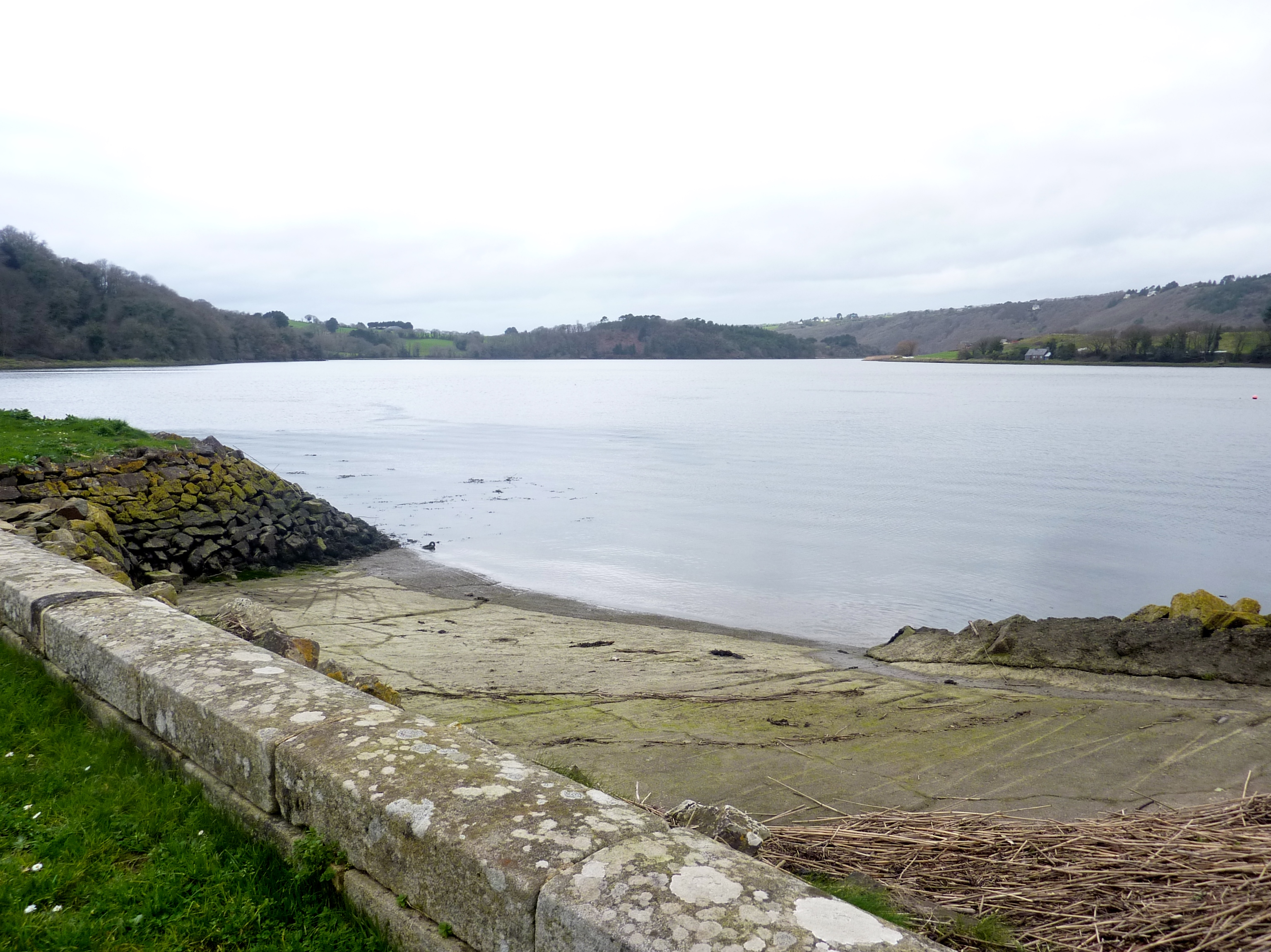
La très modeste cale du Passage de Dinéault le long de la rive gauche de l'Aulne maritime.

Isolée en raison de sa situation et de son relief, la commune n'est desservie que par une modeste, étroite et sinueuse route départementale (la D 60), le bourg lui-même ne l'étant que par une route communale en impasse.
Avant la construction du premier pont de Térénez, un bac permettait le passage de l'Aulne entre Rosnoën et Trégarvan.
Le quai sommairement aménagé le long de la rive de l'Aulne permet des accostages, du moins à marée haute. Au début du XXe siècle la Compagnie des Vapeurs brestois y assurait des escales dans le cadre de sa desserte de la Rade de Brest.

### Hydrographie
Pour un article plus général, voir Réseau hydrographique du Finistère.
La commune est située dans le bassin Loire-Bretagne. Elle est drainée par le Garvan et divers autres petits cours d'eau,.

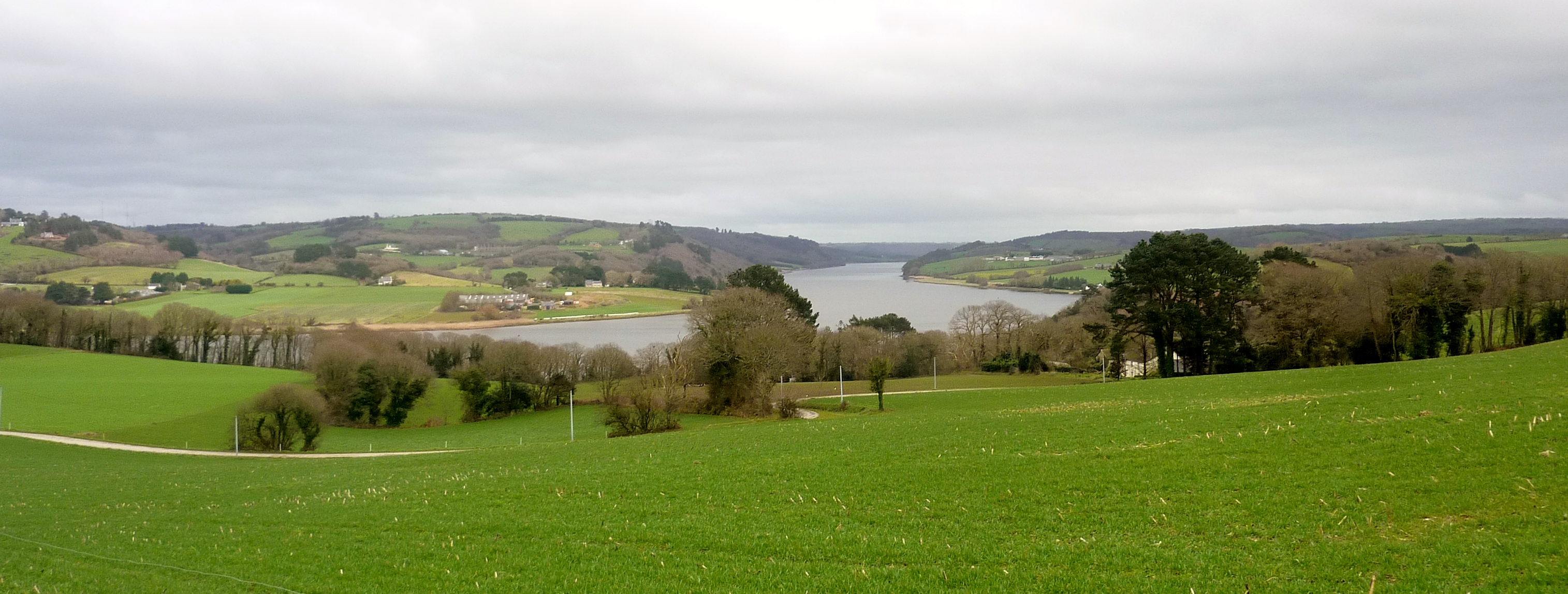
L'Aulne maritime : vue vers l'amont depuis Trégarvan.

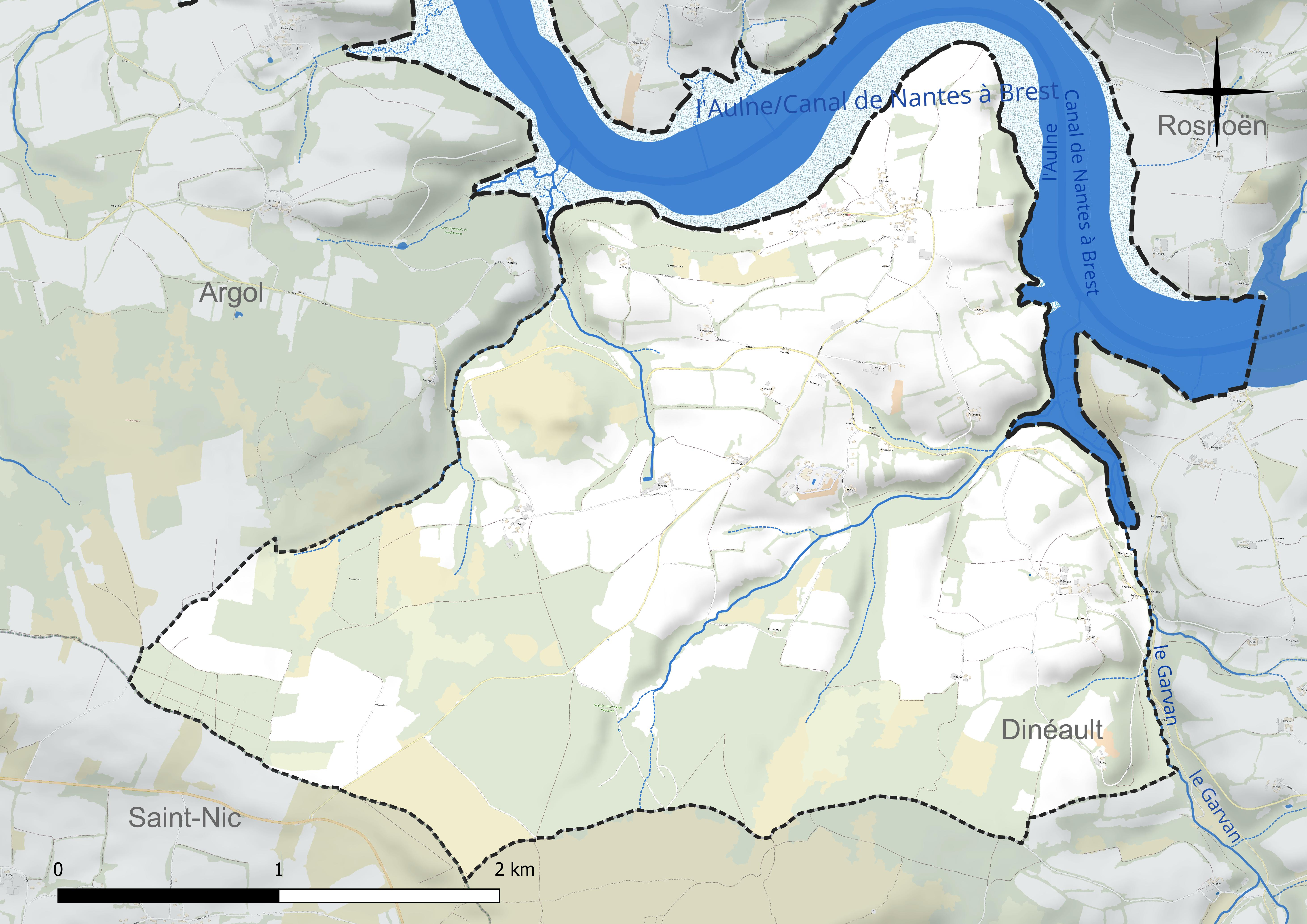
Réseau hydrographique de Trégarvan.

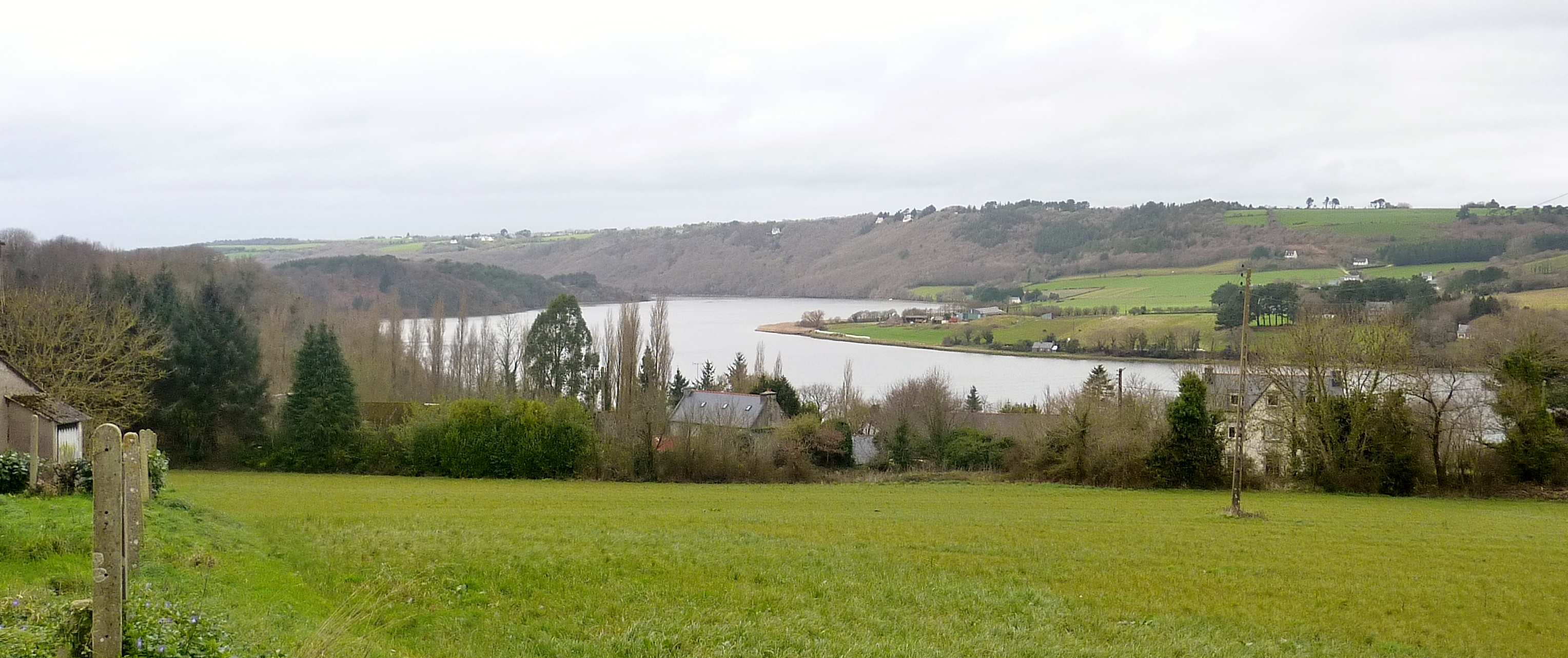
L'Aulne maritime : vue vers l'aval depuis Trégarvan.

### Climat
Pour des articles plus généraux, voir Climat de la Bretagne et Climat du Finistère.
En 2010, le climat de la commune est de type climat océanique franc, selon une étude du CNRS s'appuyant sur une série de données couvrant la période 1971-2000. En 2020, Météo-France publie une typologie des climats de la France métropolitaine dans laquelle la commune est exposée à un climat océanique et est dans la région climatique  Finistère nord, caractérisée par une pluviométrie élevée, des températures douces en hiver (6 °C), fraîches en été et des vents forts. Parallèlement l'observatoire de l'environnement en Bretagne publie en 2020 un zonage climatique de la région Bretagne, s'appuyant sur des données de Météo-France de 2009. La commune est, selon ce zonage, dans la zone « Monts d'Arrée », avec des hivers froids, peu de chaleurs et de fortes pluies.  
Pour la période 1971-2000, la température annuelle moyenne est de 11,5 °C, avec  une amplitude thermique annuelle de 10,1 °C. Le cumul annuel moyen de précipitations est de 982 mm, avec 15,8 jours de précipitations en janvier et 6,9 jours en juillet. Pour la période 1991-2020, la température moyenne annuelle observée sur la station météorologique la plus proche, située sur la commune de Saint-Ségal à 12 km à vol d'oiseau, est de 11,8 °C et le cumul annuel moyen de précipitations est de 1 126,1 mm,. Pour l'avenir, les paramètres climatiques de la commune estimés pour 2050 selon différents scénarios d'émission de gaz à effet de serre sont consultables sur un site dédié publié par Météo-France en novembre 2022.

## Urbanisme

### Typologie
Au 1er janvier 2024, Trégarvan est catégorisée commune rurale à habitat très dispersé, selon la nouvelle grille communale de densité à 7 niveaux définie par l'Insee en 2022.
Elle est située hors unité urbaine. Par ailleurs la commune fait partie de l'aire d'attraction de Pleyben - Châteaulin, dont elle est une commune de la couronne,. Cette aire, qui regroupe 18 communes, est catégorisée dans les aires de moins de 50 000 habitants,.
La commune, bordée par la mer d'Iroise, est également une commune littorale au sens de la loi du 3 janvier 1986, dite loi littoral. Des dispositions spécifiques d'urbanisme s'y appliquent dès lors afin de préserver les espaces naturels, les sites, les paysages et l'équilibre écologique du littoral, tel le principe d'inconstructibilité, en dehors des espaces urbanisés, sur la bande littorale des 100 mètres, ou plus si le plan local d'urbanisme le prévoit.

### Occupation des sols
L'occupation des sols de la commune, telle qu'elle ressort de la base de données européenne d'occupation biophysique des sols Corine Land Cover (CLC), est marquée par l'importance des territoires agricoles (51,6 % en 2018), en augmentation par rapport à 1990 (48,9 %). La répartition détaillée en 2018 est la suivante : 
milieux à végétation arbustive et/ou herbacée (28,6 %), terres arables (25,8 %), zones agricoles hétérogènes (21,9 %), forêts (17,2 %), prairies (3,9 %), zones urbanisées (2,5 %), eaux maritimes (0,2 %). L'évolution de l'occupation des sols de la commune et de ses infrastructures peut être observée sur les différentes représentations cartographiques du territoire : la carte de Cassini (XVIIIe siècle), la carte d'état-major (1820-1866) et les cartes ou photos aériennes de l'IGN pour la période actuelle (1950 à aujourd'hui).

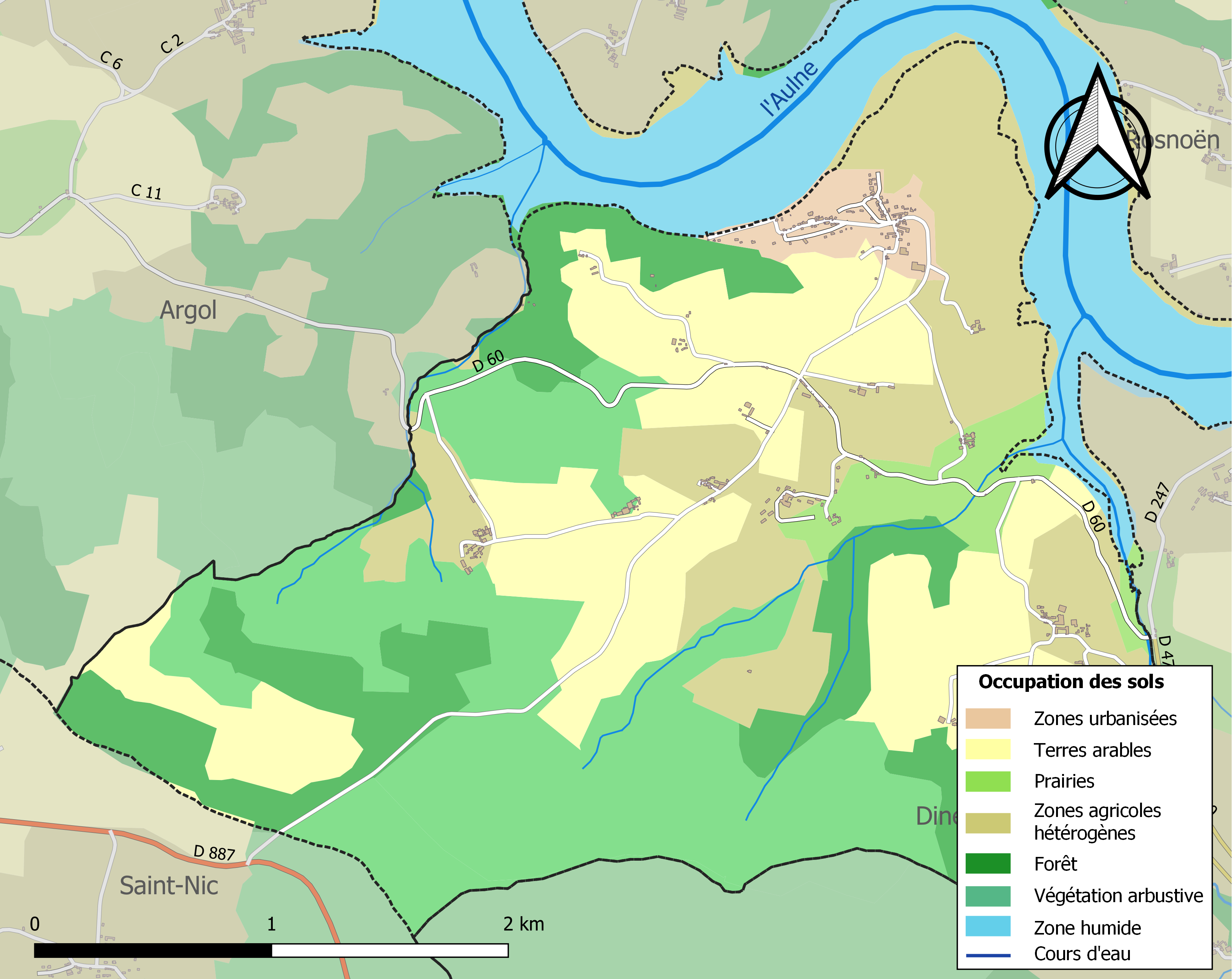
Carte des infrastructures et de l'occupation des sols de la commune en 2018 (CLC).

## Toponymie
Trégarvan ou « la perle de l'Aulne », qui doit son nom à l'ancien breton treb (trève) et du cours d'eau « Garvan », fait partie de la communauté de communes du pays de Châteaulin et du Porzay.

Certains documents portent les nominations suivantes : Tribu Carvan (XIe siècle), Treffcarvan en 1535 ou Tregarven en 1599.

## Histoire

### Préhistoire
Le docteur Vourch décrit les tombelles (tombe formée par une éminence de terre, un petit tumulus) et enceintes qu'il trouva en 1935 sur les pentes sud-ouest du Ménez Hom à l'est du bourg d'Argol, sur le versant nord de la chaîne dite des Trois Canards : plusieurs centaines de tombelles, certaines isolées, dissimulées dans les bruyères et les landes, la plupart regroupées en six îlots, et des enceintes « situées sur le territoire de la commune de Trégarvan, dans l'angle ouest formé par la jonction des trois communes de Trégarvan, Argol et Saint-Nic. (...) Elles sont de forme rectangulaire ». Sur le versant sud de la même chaîne des Trois Canards, il vit 8 dolmens ou menhirs, « sans compter ceux qui, indiqués par Flagelle, ont disparu depuis ».
Les dolmens étaient traditionnellement dénommés "liaven" à Argol et Trégarvan.

### Moyen Âge et Temps modernes
Trégarvan était une trève d'Argol sous l'Ancien Régime. Selon Arthur de la Borderie, citant le cartulaire de Landévennec, c'est le roi Gradlon qui, vers le VIe siècle, aurait donné à saint Guénolé les plous de Telgruc et d'Argol avec la trève de Carvan (aujourd'hui Trégarvan) dépendant de cette dernière.
En fait le fief abbatial de Landévennec, qui comprenait le territoire de Landévennec, Argol, Trégarvan et une partie de Telgruc, remontait non au roi Gradlon, comme les moines du XIe siècle l'écrivirent dans leurs chartes apocryphes, mais au fondateur de l'abbaye, saint Guénolé, qui l'avait formé dès les premiers temps de l'émigration bretonne (Ve-VIe siècles) en s'en appropriant le sol par le défrichement et la culture.

### Révolution française
Par la loi du 12 août 1792 est créée la commune d' « Argol, qui conservera son ancien territoire, et Trégarvan sa trève, auquel Landévennec est réunie comme succursale ».

### LeXIXesiècle
Le journal L'Ouest-Éclair du 27 juin 1937 évoque un grognard de la Grande Armée, Michel Hicher, qui participa à toutes les guerres de la Révolution et de l'Empire, qui fut grenadier du 1er régiment de grenadiers à pied de la Garde impériale, décoré de la Légion d'honneur pour avoir capturé un général ennemi (probablement autrichien) et qui ne revint au pays qu'après 22 ans d'absence. Il obtint la licence d'un bureau de tabac et s'installa dans une ferme à Brigneun où un de ses descendants tenait toujours l'exploitation agricole en 1937.
Une ordonnance du Roi en date du 29 juin 1841 érigea en succursale, c'est-à-dire en paroisse indépendante, Trégarvan.
A. Marteville et P. Varin, continuateurs d'Ogée, décrivent ainsi Trégarvan en 1845 :

« Trégarvan ; commune formée par l'ancienne trève d'Argol ; sans desservance (...). Principaux villages : Goulenès, Brigneun, Toulargloët, Kerfréval, Le Cosquer. Superficie totale : 972 hectares dont (...) terres labourables 201 ha, prés et pâturages 16 ha, bois 8 ha, vergers et jardins 8 ha, landes et incultes 711 ha (...). Moulins : 4 (à eau, de Kerfréval, du Cosquer, de Garvan). Cette commune est peut-être celle de toute la Bretagne qui a le plus de landes : celles-ci couvrent plus des 7/10e de son territoire. On parle le breton. »

Le chemin de grande communication n°26 (actuel RD 60) allant de Châteaulin à Crozon via Dinéault et Trégarvan est classé en 1868 ; la construction d'un pont sur le Garvan permet d'éviter la difficulté et le danger même que représentait la traversée de la grève.
Un rapport d'avril 1872 indique que Trégarvan fait partie des 28 communes du Finistère à être encore sans école.
Le 10 décembre 1875, le Conseil d'État décide que « considérant que le sieur Merou [en fait Mérour] déclare devant le Conseil d'État qu'étant illettré, il avait chargé le sieur Stum de former en son nom une protestation contre les opérations électorales auxquelles il avait été procédé le 30 janvier 1875 dans la commune de Trégarvan, que, dans ces circonstances, la protestation doit être déclarée recevable » ; les sieurs Goas, Moal et Hischer étaient associés à cette protestation, mais celle-ci fut finalement rejetée.
En mai 1877, le conseil municipal de Trégarvan demanda la création de deux foires dans la commune, l'une en juillet, l'autre en septembre, mais le conseil général du Finistère rejeta cette demande.
Le ministre des cultes suspendit à partir du 15 décembre 1885 le traitement des desservants d'Argol et de Trégarvan, ainsi que ceux d'autres prêtres du diocèse, « qui avaient pris une part active à la lutte électorale et qui, dans l'exercice de leurs fonctions, avaient recommandé aux électeurs de voter pour les candidats réactionnaires ».
En 1889, Benjamin Girard décrit ainsi Trégarvan : « Situé sur la rive gauche de la rivière de Châteaulin, en aval de Dinéault, la petite commune de Trégarvan est traversée par le chemin d'intérêt commun n° 26 [actuel D 60], de Châteaulin à Crozon. Le bourg, assis, dans une situation pittoresque, sur un promontoire que forme l'Aulne, n'a qu'une population agglomérée de 32 habitants et n'offre rien de remarquable ».

### LeXXesiècle

#### La Belle Époque

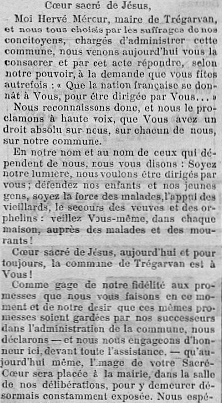
Proclamation d'Hervé Mérour, maire, consacrant la commune de Trégarvan au Sacré-Cœur de Jésus (journal L'Univers du 9 février 1900).

Le 7 janvier 1900 la commune de Trégarvan fut consacrée par son maire, Hervé Mérour, au Sacré-Cœur de Jésus, proclamant entre autres : « (...) Soyez notre lumière, nous voulons être dirigés par vous (...). Cœur sacré de Jésus, aujourd'hui et pour toujours, la commune de Trégarvan est à Vous ! (...) Nous nous engageons d'honneur ici, devant toute l'assistance, qu'aujourd'hui même, l'image de votre Sacré-Cœur sera placée à la mairie, dans la salle de nos délibérations, pour y demeurer désormais constamment exposée (...) ».
En 1902, le maire de Trégarvan écrit au préfet : « La population républicaine de la petite commune de Trégarvan est unanime à protester contre la mesure prise par M. le président du Conseil au sujet de l'interdiction de la langue bretonne dans les églises (...). Cette mesure ne peut être appliquée à la commune de Trégarvan, et dans tous les cas, la population est froissée par cette mesure ». Le sous-préfet de Châteaulin, dans une lettre datée du 23 décembre 1902, reconnaît que « la plus grande partie » de la population ne comprend que le breton.
La vie municipale était parfois agitée : ainsi lors des élections municipales de 1908, l'urne fut enlevée par les candidats de la liste opposée au maire sortant Hervé Mérour ; d'après ses opposants, l'urne contenait plus de bulletins qu'il n'y avait de votants dans la commune.

#### La Première Guerre mondiale
Le monument aux morts de Trégarvan porte les noms de 15 soldats et marins morts pour la France pendant la Première Guerre mondiale : parmi eux trois (Jean Decarpentry, Joseph Lanchez, Jean Petton) sont des marins disparus en mer ; deux soldats sont morts sur le front belge (Guénolé Queffellec à Maissin dès le 22 août 1914 et Guillaume Faver à Nieuport le 22 octobre 1915) ; Yves Nicolas est mort en captivité en Allemagne le 8 novembre 1918 ; les autres sont des soldats décédés sur le sol français.

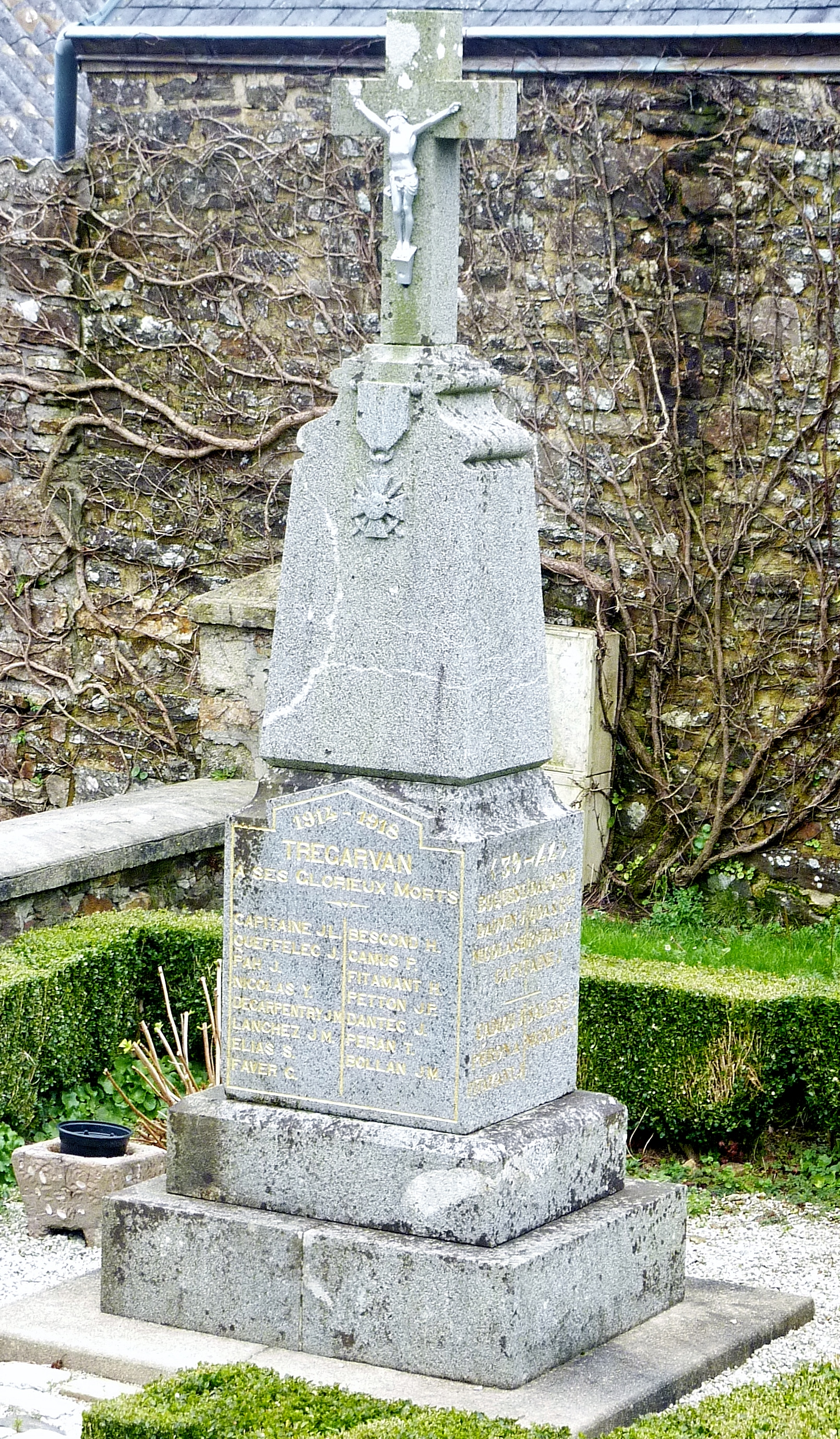
Le monument aux morts de Trégarvan.

#### L'Entre-deux-guerres
En 1924, se rendant depuis Brest sur le Saint-Michel au pardon de Trégarvan, André Chevrillon évoque « les grandes coiffes à anses du pays de Trégarvan ».
Le vendredi 24 avril 1929 un habitant de Trégarvan qui gardait son troupeau dans la montagne du Ménez Hom, alluma un feu de bruyère pour se réchauffer. La sécheresse était telle que le feu se propagea rapidement ; l'incendie dura trois jours en dépit des efforts des gens de toutes les communes avoisinantes tentant vainement de l'éteindre, ce que seule la pluie parvint à faire. « On compte par centaines les hectares de bruyères qui ont été dévastés ; perte sensible pour les agriculteurs des environs. Beaucoup de pins ont été détruits ou ont souffert. Ils commençaient à gravir en grand nombre le flanc sud de la montagne ; leur marche progressive est retardée de plusieurs années ».

#### La Seconde Guerre mondiale
Trégarvan n'a eu aucun mort pour la France pendant la Seconde Guerre mondiale.
Début septembre 1944, le bataillon FTP « Stalingrad », dans le cadre des combats du Ménez Hom, libéra Trégarvan ; la première patrouille de la compagnie « Ténacité » y reçut un accueil chaleureux de la part de la population.

#### L'après Seconde Guerre mondiale
Yvon Peucat a été le dernier instituteur de Trégarvan ; arrivé en 1972, il sortait juste de l'école normale de Quimper (personne n'avait demandé le poste) : classe unique mais à 4 niveaux, de la maternelle au CM1. « Je n'avais pas de douche et pas de chauffage, mais j'ai eu la chance d'avoir de l'eau chaude (...). Je n'avais pas le téléphone non plus (...) ». L'école a fermé en 1974 car il ne restait plus que 3 élèves.

## Monuments et sites

### Musée de l'école rurale en Bretagne
Aux portes de la presqu'île de Crozon, dans le parc naturel régional d'Armorique, l'ancienne école de Trégarvan est le cadre idéal pour l'évocation de thèmes clés liés à l'école : ruralité, langue française et langue bretonne, école du « diable » et école du « bon Dieu », monde de l'écolier et de ses maîtres.
École édifiée en 1907 au centre du territoire communal, et en 1910, plus de 100 élèves venus des hameaux dispersés fréquentaient l'établissement. La position géographique de l'école permettait aux élèves, même les plus éloignés, de parcourir moins de 2 km à pied pour rejoindre l'établissement. L'école occupait en effet une situation stratégique, au lieu-dit : « la Croix », unifiant ainsi les fermes et habitants du bourg proprement dit de Trégarvan et de Goulenez, au bord de l'Aulne, à ceux de la « montagne », c'est-à-dire des habitants des fermes situées au pied du Menez-Hom (Toul-ar-Gloët, Kerfrenan, Kerfreval, Kervilly). L'école se situait sur l'axe routier Argol-Dinéault, ce qui facilitait le transport des élèves.
L'exode rural amena aussi la baisse de la fréquentation qui passa à 5 élèves en 1974 et la fermeture de l'école suivit quelques années plus tard ; elle fut alors transformée en « Musée de l'école rurale ».

### L'église Saint-Budoc

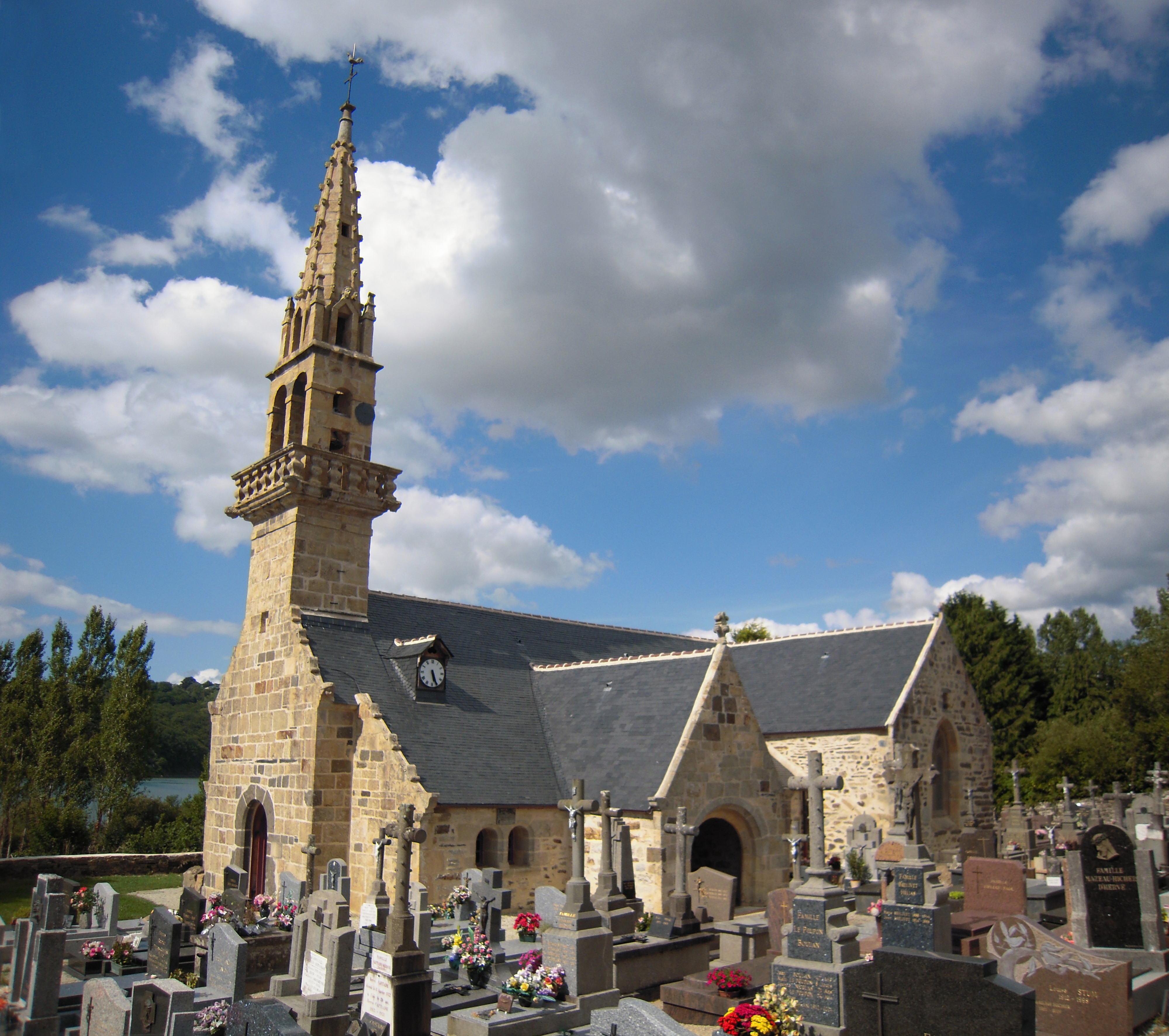
L'église Saint-Budoc de Trégarvan.

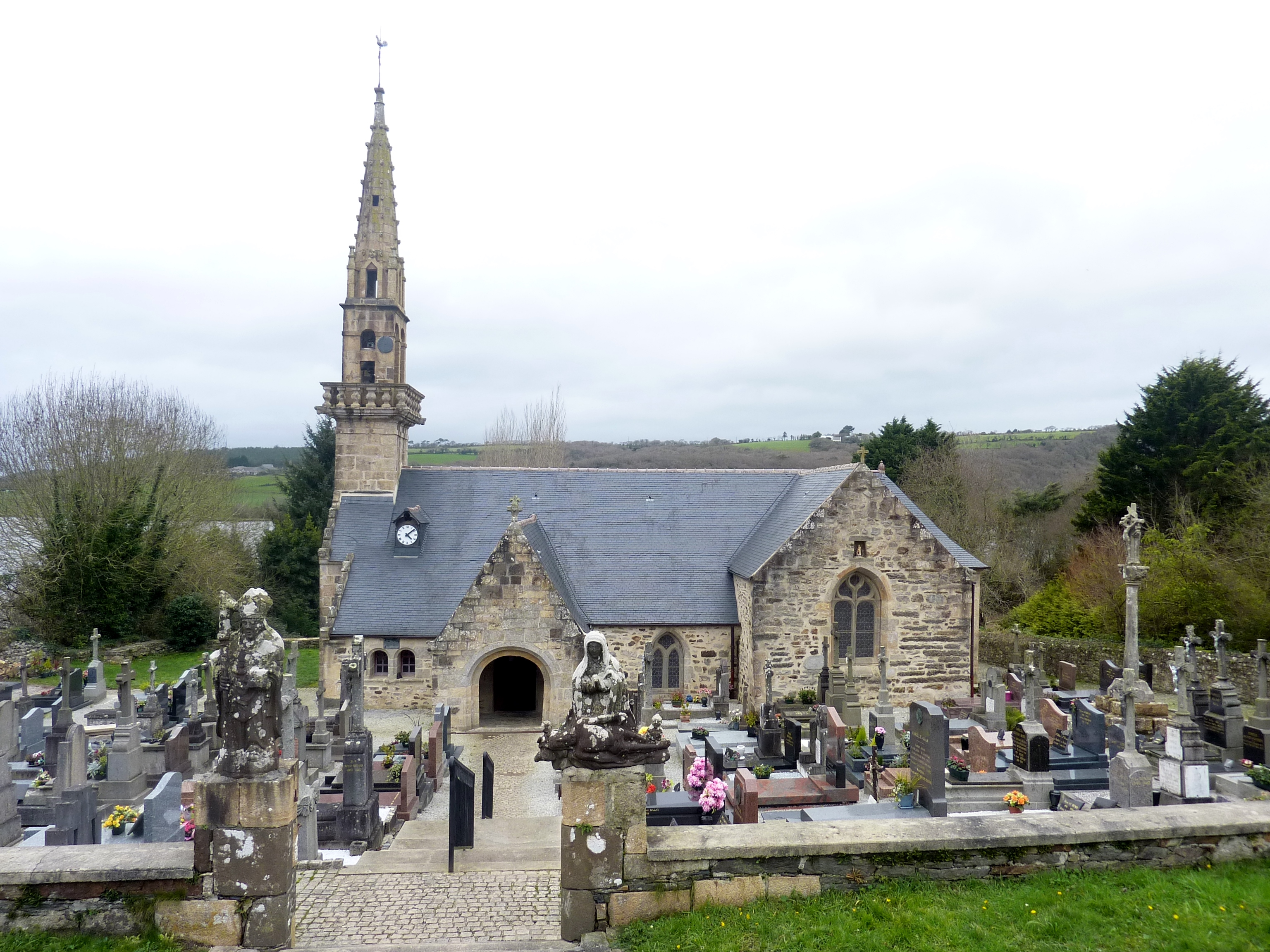
L'enclos paroissial de Trégarvan : l'église Saint-Budoc et le cimetière autour de l'église.

Selon la légende, l'église, dédiée à Saint Budoc, devait être édifiée sur les hauteurs de Trégarvan, mais les pierres amoncelées pour la mise en œuvre dévalèrent la pente jusqu'à la berge. Cet étrange phénomène imposa la prudence et l'église fut bâtie sur les rives de l'Aulne.

L'église Saint-Budoc (XVIe – XVIIIe siècle), en partie reconstruite au début du XVIIIe siècle (ainsi que l'indique la date intérieure de 1706). On remarquera son élégant clocher ouvragé du XVIIe siècle.

Devant l'église, à l'entrée du cimetière (lequel est presque un cimetière marin avec sa vue sur la ria de l'Aulne), une émouvante pietà et la statue de saint Budoc à la légende non moins mystérieuse : on le dit né en Irlande et arrivé miraculeusement en Bretagne dans une auge de pierre… une plaisante façon de décrire les curraghs : bateau à fond plat et lesté d'une grosse pierre et utilisé par les moines d'outre-Manche dans leurs pérégrinations vers l'Armorique. Sur l'île Lavrec, près de Bréhat, où il crée un monastère, on lui confie un jeune homme plein d'avenir : Guénolé, le futur fondateur de la prestigieuse abbaye de Landévennec. À noter que la statue de saint Budoc porte un liséré blanc au niveau du cou, vestige d'une décapitation accidentelle survenue au début du XXe siècle (un enfant, juché sur la statue, en aurait été la cause).

### Autres monuments
- Vestiges de croix aux hameaux de : Kerloc'h ou Croas-Nevez (1615), Rulann ou Keranquéré (XXe siècle).
- Les moulins à eau de Kerfréval, du Cosquer, de Garvan (dont certains sont transformés en maisons d'hôtes).

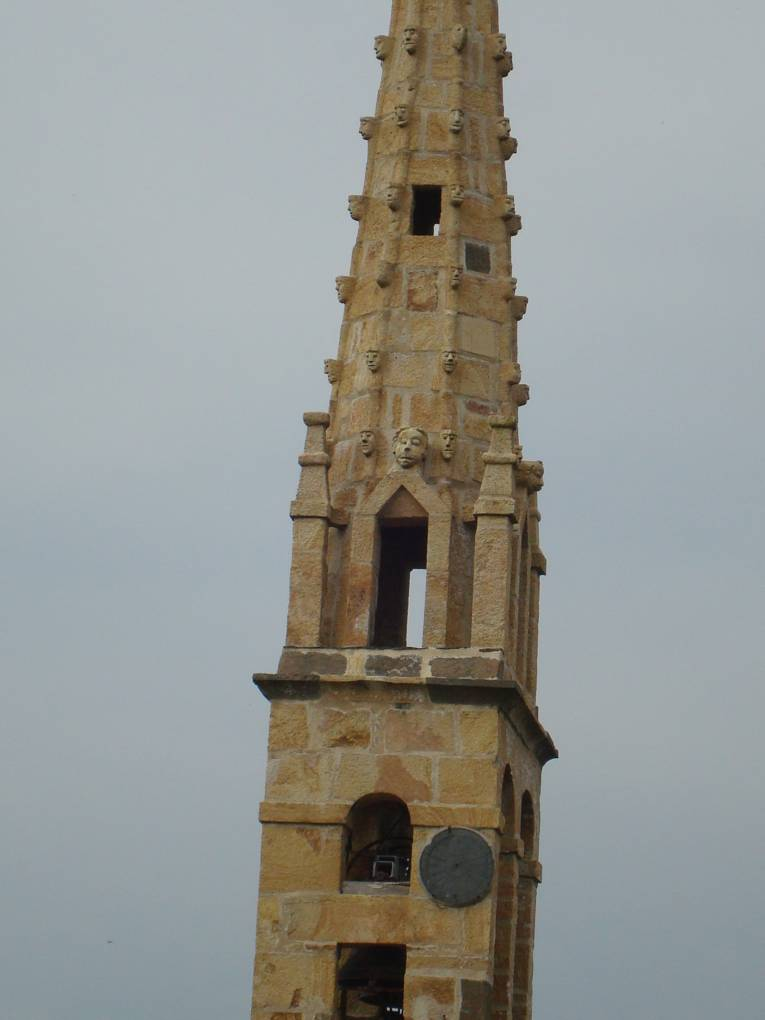
Clocher de l'église Saint-Budoc.
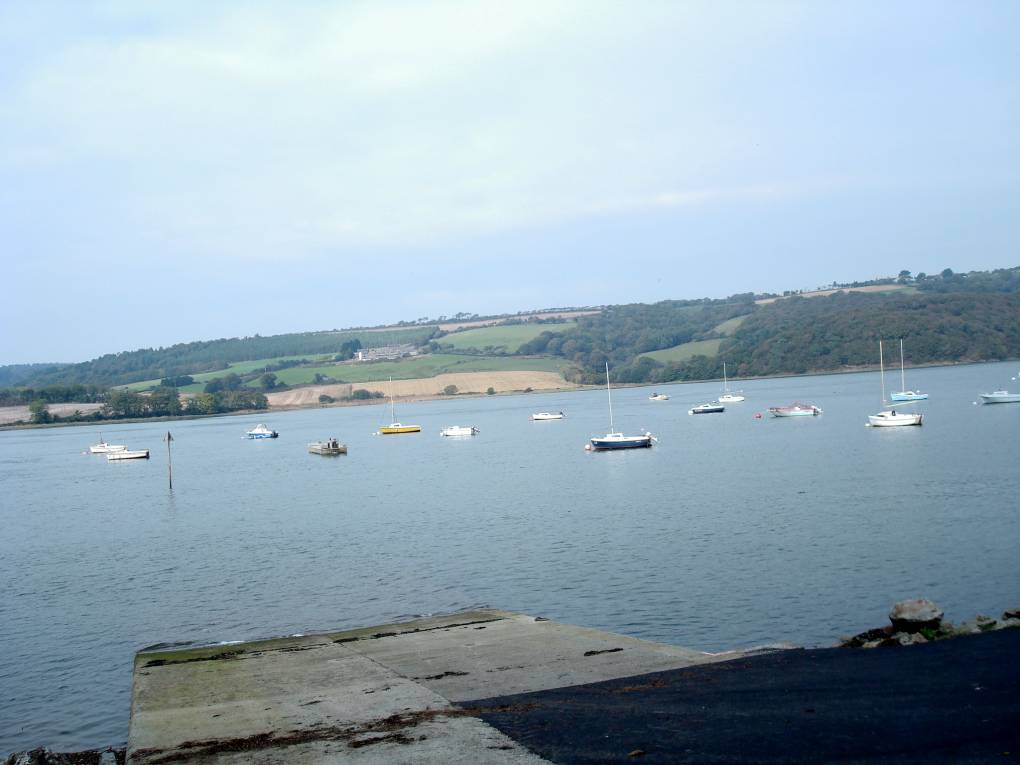
Trégarvan : Aulne maritime, voiliers au mouillage devant la cale.

### Sentiers pédestres
- Le GR 37, venant du sommet du Ménez-Hom, descend à travers le territoire communal en direction de Landévennec.
- Un sentier pédestre longe la rive gauche de l'Aulne maritime depuis le bourg de Trégarvan jusqu'au Ster de Pont Men, longeant le bois du Cosquer.

## Démographie
| 1793 | 1800 | 1806 | 1821 | 1831 | 1836 | 1841 | 1846 | 1851 |
| ---- | ---- | ---- | ---- | ---- | ---- | ---- | ---- | ---- |
| 310  | 317  | 360  | 365  | 433  | 487  | 563  | 609  | 591  |

| 1856 | 1861 | 1866 | 1872 | 1876 | 1881 | 1886 | 1891 | 1896 |
| ---- | ---- | ---- | ---- | ---- | ---- | ---- | ---- | ---- |
| 575  | 532  | 533  | 496  | 515  | 529  | 577  | 572  | 549  |

| 1901 | 1906 | 1911 | 1921 | 1926 | 1931 | 1936 | 1946 | 1954 |
| ---- | ---- | ---- | ---- | ---- | ---- | ---- | ---- | ---- |
| 522  | 528  | 515  | 452  | 438  | 418  | 383  | 369  | 361  |

| 1962 | 1968 | 1975 | 1982 | 1990 | 1999 | 2006 | 2007 | 2012 |
| ---- | ---- | ---- | ---- | ---- | ---- | ---- | ---- | ---- |
| 328  | 274  | 224  | 192  | 164  | 146  | 138  | 137  | 140  |

| 2017 | 2022 | - | - | - | - | - | - | - |
| ---- | ---- | - | - | - | - | - | - | - |
| 119  | 127  | - | - | - | - | - | - | - |

Trégarvan a perdu 76 % de sa population entre 1851 et 1999, passant de 591 à 146 habitants entre ces deux dates.